# Prosphilus serricornis
Prosphilus serricornis là một loài bọ cánh cứng trong họ Cerambycidae.